# Întoarcerea regelui
Întoarcerea regelui este cel de-al treilea volum al trilogiei Stăpânul Inelelor, scrisă de către J. R. R. Tolkien

## Rezumat
Cel de-al treilea volum, Întoarcerea regelui începe cu Gandalf care ajunge la cetatea Minas Tirith, din Gondor, împreună cu Pippin, pentru a avertiza orașul în legătură cu atacul iminent ce urmează să fie lansat de către Sauron. Merry se alătură armatei din Rohan, în timp ce componenții Frăției, conduși de către Aragorn se avântă pe Cărările Morții având speranța că pot găsi o armată formată din sufletele morților care îi vor ajuta împotriva corsarilor din Umbar. Gandalf, Aragorn și ceilalți membri ai Frăției asistă astfel la marele război lansat de către Sauron împotriva regatului Gondor. Cu ajutorul călăreților din Rohan și a asaltului lui Aragorn dinspre râu, procente semnificante din armata lui Sauron au fost înfrânte, iar cetatea Minas Tirith a câștigat lupta. Totuși, Sauron dispunea încă de mii de supuși, iar personajele principale sunt nevoite să înceapă o luptă pentru totul sau nimic, lângă Poarta Neagră a Mordorului. Planul acestora este să îi distragă atenția lui Sauron, pentru a-i da lui Frodo suficient timp pentru a distruge Inelul.
În cartea a VI-a, Sam îl salvează pe Frodo din captivitate. Cei doi își croiesc cu greu drum prin Mordor și după un drum dificil ajung la Muntele Osândei (fiind urmăriți îndeaproape de către Gollum). De asemenea, tentația Inelului se dovedește a fi prea puternică pentru Frodo, în final acesta hotărând să păstreze Inelul pentru el. În timp ce Nazgûlii zboară cu mare viteză spre Muntele Osândei, Gollum îl atacă pe Frodo, în speranța că poate obține "Neprețuitul". Acesta îl mușcă pe Frodo de degetul pe care poartă Inelul. Înnebunit de bucurie, Gollum se dezechilibrează și cade în lava încinsă a vulcanului, distrugând neintenționat Inelul. O dată cu distrugerea acestuia, armata lui Sauron este împrăștiată, Nazgûlii se dezintegrează, iar armata lui Aragorn devine victorioasă.
Astfel, Sauron este distrus pentru totdeauna, iar regatul acestuia își găsește sfârșitul. Aragorn este încoronat drept rege al Gondorului și se căsătorește cu Arwen, fata lui Elrond. Totuși, conflictele nu s-a încheiar, deoarece Saruman reușește să scape din captivitate și să aducă Comitatul sub conducerea sa. În final, hobbiții reușesc să îl înlăture pe acesta și să readucă frumusețea și pacea acelor zone. La sfârșit, Frodo rămâne rănit în suflet și corp și, fiind acompaniat de către Bilbo, călătorește peste mări spre Tărâmurile Nemuririi, unde își găsește pacea.